# Cyriocosmus sellatus
Espèce
Synonymes
- Hapalopus sellatus Simon, 1889

Cyriocosmus sellatus est une espèce d'araignées mygalomorphes de la famille des Theraphosidae.

## Distribution
Cette espèce se rencontre au Brésil en Amazonas et au Pérou dans la région de Loreto,.

## Description
Le mâle décrit par Kaderka en 2019 mesure 10,9 mm.

## Publication originale
- Simon, 1889 : Arachnides. Voyage de M. E. Simon au Venezuela (décembre 1887-avril 1888). 4e Mémoire. Annales de la Société Entomologique de France, sér. 6, vol. 9, p. 169-220 (texte intégral).